# Eudarcia caucasica
Eudarcia caucasica is een vlinder uit de familie van de Meessiidae. Deze soort is voor het eerst wetenschappelijk beschreven als Meessia caucasica door Aleksej Konstantinovitsj Zagoeljaev in een publicatie uit 1978.
De soort komt voor in Rusland.